# Tiếu ngạo giang hồ: Đông Phương Bất Bại
Tiếu ngạo giang hồ: Đông Phương Bất Bại (giản thể: 笑傲江湖之东方不敗; phồn thể: 笑傲江湖之東方不敗; bính âm: Xiào Ào Jiāng Hú Zhī Dōng Fāng Bù Bài; Yale Quảng Đông: Siu3 Ngou6 Gong1 Wu4 Ji1 Dung1 Fong1 Bat1 Baai6; tiếng Anh: Swordsman II) là một bộ phim Hồng Kông của đạo diễn Trình Tiểu Đông công chiếu lần đầu năm 1991. Kịch bản của bộ phim được dựa theo tiểu thuyết võ hiệp Tiếu ngạo giang hồ của nhà văn Kim Dung, đây là phần tiếp theo của bộ phim Tiếu ngạo giang hồ (1990). Dàn diễn viên chính của phim gồm Lý Liên Kiệt, Lâm Thanh Hà, Quan Chi Lâm và Lý Gia Hân. Mặc dù không hoàn toàn theo sát với nguyên tác của Kim Dung nhưng Tiếu ngạo giang hồ: Đông Phương Bất Bại vẫn được coi là một trong những chuyển thể điện ảnh thành công nhất từ các tiểu thuyết của nhà văn này.

## Nội dung
Lấy bối cảnh thời nhà Minh, Tiếu ngạo giang hồ: Đông Phương Bất Bại kể tiếp những cuộc phiêu lưu của Lệnh Hồ Xung cùng cô bạn gái Nhạc Linh San sau khi họ rời khỏi Hoa Sơn vì bị sư phụ là Nhạc Bất Quần phản bội. Mặc dù Nhạc Linh San đã thầm yêu Lệnh Hồ Xung nhưng anh lại dành tình cảm của mình cho Nhậm Doanh Doanh, có cha là Nhậm Ngã Hành, giáo chủ Nhật Nguyệt thần giáo trước khi bị Đông Phương Bất Bại lật đổ. Mặc dù là đàn ông nhưng do luyện Quỳ Hoa bảo điển, Đông Phương Bất Bại dần mang tướng mạo của một phụ nữ. Trong một lần tình cờ đụng độ, Lệnh Hồ Xung đã tỏ lòng mến mộ Đông Phương Bất Bại và kết bạn với kẻ đại ác này. Nhưng sự thật cuối cùng bị phơi bày và Lệnh Hồ Xung phải gạt tình cảm riêng để tiêu diệt Đông Phương Bất Bại vì sự bình an của thiên hạ.

## Nhân vật
- Lý Liên Kiệt trong vai Lệnh Hồ Xung
- Lâm Thanh Hà trong vai Đông Phương Bất Bại
- Lý Gia Hân trong vai Nhạc Linh San
- Quan Chi Lâm trong vai Nhậm Doanh Doanh
- Viên Khiết Oánh trong vai Lam Phượng Hoàng
- Lưu Tuân trong vai Hướng Vân Thiên
- Tiền Gia Nhạc trong vai Viên Phi Nhật Nguyệt
- Nhâm Thế Quan trong vai Nhậm Ngã Hành

## Âm nhạc
Thương hải nhất thanh tiếu